# Tobden Gyaltso
Tobden Gyaltso, aussi appelé Tobden Gyamtso tibétain : སྟོབས་ལྡན་རྒྱ་མཚོ, Wylie : stobs ldan rgya mtsho (Ambo , 1964) est un chanteur , flûtiste et militant tibétain.

## Tibet
Tobden Gyaltso est devenu orphelin dès l'âge de six ans, puis a erré dans les rues et a vécu en chantant d'anciennes légendes tibétaines, appelées thegyae-sar. Seize personnes de sa famille ont été assassinées par les autorités chinoises.
À la fin des années 1980, il s'implique dans les soulèvements au Tibet et est emprisonné. Au début des années 1990, on lui montre des photos de la communauté tibétaine de Dharamsala en Inde, après quoi il décide de traverser la frontière pour servir la cause tibétaine à partir de là.
Il est ensuite parti pour les États-Unis et s'est produit dans plusieurs autres pays lors de manifestations, au cours desquelles il a parlé des manifestations et des arrestations au Tibet.

## Carrière musicale
Il voyage comme figurant sur le tournage de Sept ans au Tibet. Pendant l'enregistrement, il a rencontré les sœurs Namgyal Lhamo et Kelsang Chukie Tethong et elles ont créé la formation musicale Gang Chenpa, qui peut également être entendue en arrière-plan dans la musique du film. Jan van den Berg a réalisé le documentaire Seven Dreams of Tibet sur ce groupe de musique en 2001.
Avec Gang Chenpa, il s'est produit aux Tibetan Freedom Concerts à New York (1997), Washington (1998) et Amsterdam (1999). En 2000, ils ont effectué de nombreuses tournées à travers les Pays-Bas, la Belgique et l'Allemagne.

## Discographie
- Voices from Tibet, avec Gang Chenpa, Papyros/Music & Words, 2000